# آش دوغ اردبیل

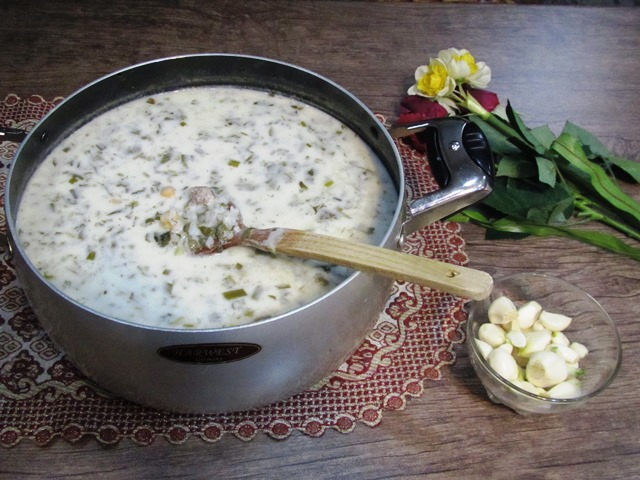
آش دوغ؛ غذای سنتی اردبیل

آش دوغ اردبیل  این پیش‌غذا ریشه در اعصار اردبیل  دارد. به تبعیت از این آش، آش‌های دیگری همانند آش دوغ قره داغ در دیگر مناطق ایران با ذائقه متناسب با آن منطقه نیز پخته می‌گردد. آش دوغ از پیش‌غذاهایی است که در بیشتر خانواده های قره داغ و اردبیل مورد استفاده قرار می‌گیرد. تجربه در درست کردن این آش از مهم‌ترین فاکتورها می‌باشد. در بیشتر موارد آش دوغ با آش ماست اشتباه گرفته می‌شود. آش دوغ صرفا با دوغ محلی یا دوغ پاستوریزه درست می‌گردد.

## ثبت آش دوغ اردبیل (آیران آشی) در فهرست میراث ناملموس کشور
- در اواخر بهمن ماه ۱۳۹۹  پیش غذای آش دوغ (آیران آشی) اردبیل در فهرست میراث ناملموس کشوربه ثبت رسید. [۲]